# Ruszcza-Kolonia
Ruszcza-Kolonia – wieś w Polsce położona w województwie świętokrzyskim, w powiecie sandomierskim, w gminie Łoniów.
W latach 1975–1998 miejscowość administracyjnie należała do województwa tarnobrzeskiego.